# Cicadomorpha
Cicadomorpha su infrared kukaca. Najpoznatija porodica unutar ovog reda su cvrčci (Cicadoidea).

## Vanjske poveznice
|  | Zajednički poslužitelj ima još gradiva o temi Cicadomorpha |
|  | Wikivrste imaju podatke o taksonu Cicadomorpha             |